# Tandil
Tandil é uma cidade localizada na província de Buenos Aires, Argentina. 350km de Buenos Aires, 330km das cidades de La Plata e Bahía Blanca e 160km da cidade de Mar del Plata.